# Касум-бег Боровинић
Касум-бег Боровинић је био Србин муслиман, бег у Османском царству. Потомак је властелинске породице Боровинић.
Био је један од три исламизована члана породице Боровинић, који се помињу током 16. вијека. Он се помиње децембра 1503. године, као зет Ахмед-паше Херцеговића. Прецизнијех података о њему нема.